# مجدي طلبة
مجدي طلبة (مواليد 24 فبراير 1964 في مصر) هو لاعب كرة قدم مصري دولي سابق كان يلعب كلاعب وسط. كان مجدي ضمن قائمة منتخب مصر المشارك في كأس العالم 1990.

## المسيرة الاحترافية

### أندية لعب لها
- نادي الزمالك
- نادي باوك
- ليفسكي صوفيا
- أنورثوسيس فاماغوستا
- النادي الأهلي (مصر)
- نادي الإسماعيلي الرياضي

## روابط خارجية
- مجدي طلبة على موقع الاتحاد الدولي (مؤرشف)  (الإنجليزية)
- مجدي طلبة على موقع الاتحاد الأوربي (الإنجليزية)
- مجدي طلبة على موقع قاعدة بيانات كرة القدم.إي يو (الإنجليزية)
- مجدي طلبة على موقع ناشيونال فوتبول تيمز (الإنجليزية)